# Бокас-дель-Торо (провінція)
Бокас-дель-Торо (ісп. Bocas del Toro ісп. вимова: [ˈbokas ðel ˈtoɾo], в пер. Вуста бика) — одна з десяти провінцій Панами.

## Географія
Провінція Бокас-дель-Торо розташована на крайньому північному заході Панами і прилягає до її кордону з Коста-Рикою. Крім територій на материку, до її складу входить архіпелаг токої ж назви (Бокас-дель-Торо).
Площа всієї провінції становить 4601 км². Чисельність населення дорівнює 125 461 людині (на 2010 рік).

## Історія
Територію нинішньої провінції Бокас-дель-Торо (острів Колон) ще в 1502 році відвідав Х.Колумб. У 1834 році, коли ця місцевість входила у Велику Колумбію, був утворений округ Бокас-дель-Торо. З 1903 року — провінція Бокас-дель-Торо. У 1941 році вона була розділена на 2 округи, в 1945 ці округи були знову об'єднані в одну провінцію. У 1997 році в ній був заснований заповідник Ньобе-Буґле.

## Адміністративний поділ
В адміністративному відношенні провінція розділена на три округи:
- Бокас-дель-Торо, включає в себе адміністративний центр провінції. Лежить на острові Колон. Площа округу становить 430 км². Утворений в 1855 році.
- Чанґінола (Changuinola). Площа — 208 км². Утворений в 1903 році.
- Чирикі-Гранде (Chiriquí Grande). Площа — 4005 км². Утворений в 1970 році.

## Туризм
Провінція Бокас-дель-Торо, і в першу чергу архіпелаг являють собою другий за значенням туристичний об'єкт в Панамі (після столиці країни). Відпочиваючих приваблюють пляжі і види Карибського моря, м'який тропічний клімат, а також різні визначні пам'ятки, наприклад — морський національний парк Острів Бастіментос. На островах створені прекрасні умови для серфінгу, глибоководних занурень, дайвінгу, човнових екскурсій тощо.

## Галерея
| Bocas Del Toro | Red poison dart frog | Sunset in Bocas del Toro |